# Ivaň (Moravia meridionale)
Ivaň (in tedesco Eibis) è un comune della Repubblica Ceca facente parte del distretto di Brno-venkov, in Moravia Meridionale.